# Кронбергер, Петра
Пе́тра Кро́нбергер (нем. Petra Kronberger; 21 февраля 1969, Пфаррверфен) — австрийская горнолыжница, двукратная олимпийская чемпионка 1992 года, чемпионка мира 1991 года. Трёхкратная обладательница Кубка мира в общем зачёте. Первая в истории горнолыжница, одержавшая победы во всех пяти видах программы. Трижды подряд признавалась лучшей спортсменкой года в Австрии (1990, 1991 и 1992).

## Карьера
Петра Кронбергер дебютировала в Кубке мира в начале олимпийского сезона 1987/88 годов. Она завоевала несколько подиумов и получила право выступить на Олимпиаде в Калгари. Несмотря на юный возраст там она показала неплохие результаты, став шестой в скоростном спуске и одиннадцатой в комбинации.
В декабре 1989 года на канадском горнолыжном курорте Панорама Кронбергер с разницей в день одержала свои первые победы в Кубке мира, оба раза победив в скоростном спуске. На протяжении сезона 1989/90 австрийка шесть раз поднималась на высшую ступень пьедестала почёта и по итогам сезона стала победительницей Кубка мира. Она стала первой за 11 лет австрийкой (после Аннемари Мозер-Прёль), выигравшей общий зачёт.
В следующем сезоне Кронбергер не только защитила титул сильнейшей горнолыжницы в Кубке мира, но и стала первой женщиной-горнолыжницей, которая одержала победы во всех видах горнолыжной программы. На чемпионате мира 1991 года австрийка претендовала на медали во всех видах программы, выиграла первую дисциплину (скоростной спуск), но в супергиганте повредила колено, финишировала только шестой и из-за травмы не вышла на старт в остальных видах.
В сезоне 1991/92 австрийская горнолыжница третий раз подряд выиграла Кубок мира и успешно выступила на Олимпиаде. Она выиграла золотые медали в слаломе и комбинации, стала четвёртой в скоростном спуске и пятой в супергиганте.
Неожиданно завершила карьеру в декабре 1992 года в возрасте всего 23 лет, сославшись на потерю мотивации.

## Победы на этапах Кубка мира (16)
| № п/п | Дата            | Место             | Дисциплина        |
| ----- | --------------- | ----------------- | ----------------- |
| 1     | 16 декабря 1989 | Панорама          | Скоростной спуск  |
| 2     | 17 декабря 1989 | Панорама          | Скоростной спуск  |
| 3     | 8 января 1990   | Хинтерштодер      | Гигантский слалом |
| 4     | 14 января 1990  | Хаус              | Комбинация        |
| 5     | 28 января 1990  | Вальфурва         | Гигантский слалом |
| 6     | 13 марта 1990   | Вемдален          | Слалом            |
| 7     | 1 декабря 1990  | Вальзольдана      | Гигантский слалом |
| 8     | 2 декабря 1990  | Вальзольдана      | Слалом            |
| 9     | 9 декабря 1990  | Альтенмаркт       | Супергигант       |
| 10    | 21 декабря 1990 | Морзин            | Скоростной спуск  |
| 11    | 7 января 1991   | Бад-Клайнкирххайм | Комбинация        |
| 12    | 13 января 1991  | Краньска-Гора     | Слалом            |
| 13    | 18 января 1991  | Мерибель          | Скоростной спуск  |
| 14    | 19 января 1991  | Мерибель          | Супергигант       |
| 15    | 21 декабря 1991 | Серр-Шевалье      | Скоростной спуск  |
| 16    | 14 марта 1992   | Панорама          | Скоростной спуск  |